# Adolf Falke
Adolf Falke (* 28. Januar 1888 in Brome; † 6. Juni 1958 in Hannover) war ein deutscher Architekt, Zeichner, Designer, Bühnenbildner und Kommunalpolitiker.

## Leben

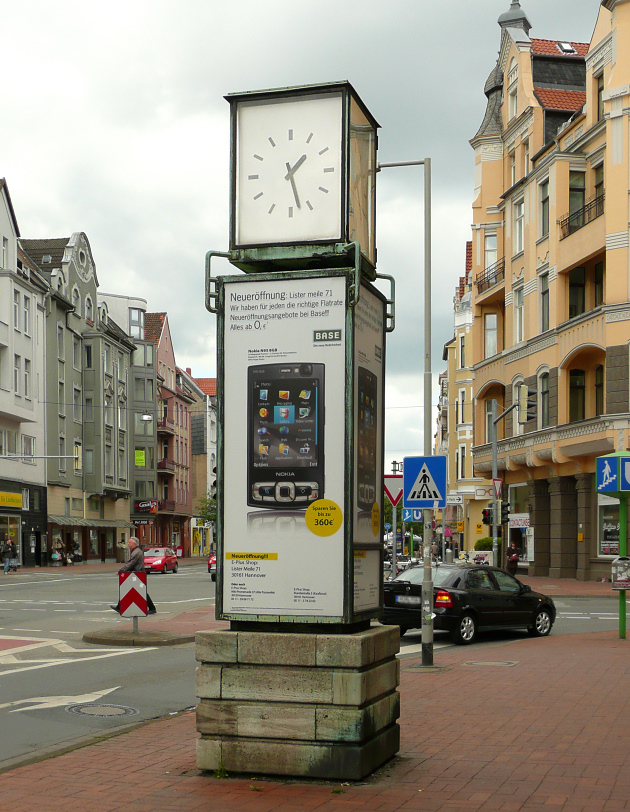
Eine der zehn erhaltenen, futuristischen „Falke-Uhren“ in Hannover, hier am Lister Platz

Nach dem Besuch einer Dorfschule bei Gifhorn erkrankte Adolf Falke im Alter von acht Jahren an Kinderlähmung, die ein verkürztes Bein als lebenslange Behinderung zur Folge hatte. Der Kantor der Dorfschule förderte ihn jedoch und ermöglicht Falke den Besuch der Leibnizschule in Hannover. Nach seinem Abitur 1910 studierte Adolf Falke von 1910 bis 1914 Architektur an der Technischen Hochschule Hannover und an der Technischen Hochschule München. In Hannover wurde er Mitglied der Bauhütte zum weißen Blatt. Wegen seiner Gehbehinderung wurde er im Ersten Weltkrieg nicht als Soldat eingezogen, sondern konnte als Angestellter im Baubüro der Keksfabrik Bahlsen mit dem Bildhauer und Architekten Bernhard Hoetger an den Plänen für Bahlsens TET-Stadt arbeiten.
Ab 1919 betrieb Adolf Falke ein eigenes Architekturbüro und wurde 1920 als Mitglied in den Bund Deutscher Architekten berufen. In seinem Büro lehrte Falke den späteren Architekten Hans Klüppelberg das Zeichnen, woraus sich eine lebenslange Freundschaft entwickelte. Auch der spätere Stadtbaurat Rudolf Hillebrecht wollte „modern“ gestalten und arbeitete daher nach seinem Studium zunächst vom 15. August 1933 bis zum 15. Februar 1934 bei Adolf Falke, woraus sich ein väterlich-freundschaftliches Verhältnis entwickelte.
1926 gewann Adolf Falke den Wettbewerb um eine sogenannte „Normaluhr“: Nach seinem futuristischen Typenentwurf stellte die Stadt Hannover rund 20 „Falke-Uhren“ in der Stadt auf. Noch heute sind von den denkmalgeschützten „Reklameuhren“ zehn Exemplare an exponierten Stellen in Hannover zu finden.
Um 1930 war Adolf Falke entscheidend am Bau der Wohnanlage Liststadt in Hannover beteiligt. Dies wird auf einer Stadttafel gewürdigt.
Im Dritten Reich erhielt Falke durch die Reichskulturkammer jedoch 1937 Berufsverbot, da er mit der Jüdin Therese Danziger verheiratet war. Dennoch konnte er heimlich weiterarbeiten, wurde hierfür mit öffentlich nicht sichtbaren Aufträgen durch ehemalige Auftraggeber und Freunde bedacht.
Schon im September 1945 erhielt Falke von der britischen Militärregierung den Auftrag zur Vorbereitung einer Architektenvereinigung. Nach gut einem Jahr konnte so am 1. November 1946 der 1934 von den Nationalsozialisten gleichgeschaltete Bund Deutscher Architekten in Niedersachsen neu gegründet werden, dessen Vorsitz Adolf Falke bis 1956 innehatte. Daneben war Falke Mitglied im Sachverständigen-Beirat („Baupflege-Beirat“) der Stadt Hannover. Seinem ehemaligen Schüler Rudolf Hillebrecht erfüllte der ehemalige Ratsherr Adolf Falke den Wunsch nach einer Referenz für die britischen Militärbehörden und hatte dadurch entscheidenden Anteil an Hillebrechts weiteren Werdegang.
Beim Wiederaufbau des Café Kröpcke als Provisorium für die Export Messe 1947 gehörte Falke zum Teilnehmerkreis eines beschränkten Architekturwettbewerbs, den 1948 schließlich der Entwurf von Dieter Oesterlen gewann.
Adolf Falke arbeitete bis in sein letztes Lebensjahr hinein. Er wurde auf dem Stadtfriedhof Nackenberg bestattet.

## Ehrungen
- 1999 ehrte die Stadt Hannover Falke mit der Namensgebung einer neu angelegten Straße in Kirchrode als Adolf-Falke-Weg.[9]

## Werk (unvollständig)
Adolf Falke plante nicht nur Geschäftsbauten, sondern entwarf auch Möbel, Lampen und Schmuckstücke. Daneben schuf er Bühnenbilder für die Kestner-Gesellschaft und das Schauspielhaus Hannover. Von seinen Arbeiten sind bekannt:
- bis 1919: Mitwirkung an der für Bahlsen geplanten TET-Stadt mit Bernhard Hoetger[1]
- 1922/1923: Lagerhaus für Ferdinand Sichel in Hannover[3]
- 1926: Garage für Daimler-Benz in Hannover[3]
- 1926: Inneneinrichtung eines Verkaufsladens für das Unternehmen Bahlsen am Kurfürstendamm in Berlin[9]
- 1926: siegreicher Wettbewerbsentwurf für eine Normal- bzw. Reklameuhr in Hannover (Typenentwurf der so genannten „Falke-Uhren“)[7]
- 1929: Wohnhausgruppe am Karl-Peters-Platz in Hannover[3]
- 1929–1931: Wohnbebauung Liststadt in Hannover[3], zwischen der Podbielskistraße und der Defreggerstraße,[11] auf dem Gelände der dort ehemals geplanten TET-Stadt; mit Künstlerateliers, die dann zum Beispiel Grethe Jürgens nutzte[9]
- 1936: Wohnbebauung im Pelikanviertel in Hannover, zum Beispiel in der Gerstäckerstraße

Ab 1948 errichtete Adolf Falke verschiedene Geschäftshauser in der Innenstadt von Hannover, darunter:
- Geschäftshaus für die Hans Westermann KG in der Karmarschstraße[9]
- 1949: Wiederaufbau[12] des Stammhauses der Buchhandlung Sachse & Heinzelmann, Georgstraße/Windmühlenstraße[13]
- Geschäftshaus Knoop[9]

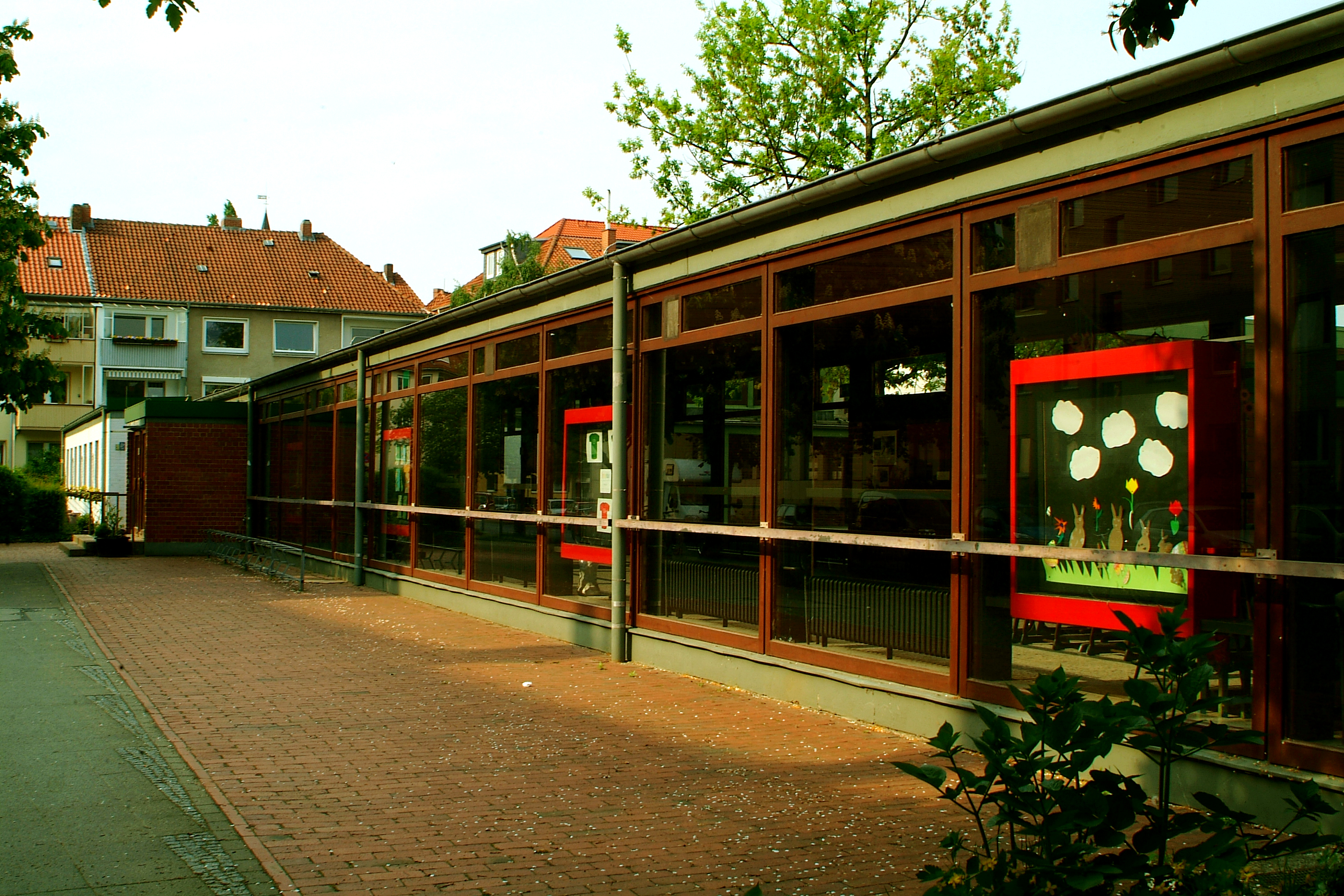
Verbindungstrakt der Grundschule Meterstraße in Hannovers Südstadt

- Geschäftshaus für das Modehaus Heutelbeck[9]
- 1951: Falkes eigenes Wohnhaus in der Schopenhauerstraße in Hannover[2]
- 1951: Geschäftshaus für das Wäsche- und Modegeschäft I. G. von der Linde[9]
- 1952: jüdisches Altersheim in Hannover[9]
- 1953: Buchhandlung Schmorl & von Seefeld in Hannover, Bahnhofstraße 14[14]
- 1957: Geschäftshaus für die Hannoversche Presse[9]
- 1957: Entwurf einer Synagoge für Hannover[9]
- 1958: Entwurf für die Grundschule Meterstraße in Hannover (gemeinsam mit Rudolf Klein, Ausführung 1959–1960)[9]